# Augustus Fink-Nottle
Augustus “Gussie” Fink-Nottle ist eine wiederkehrende fiktive Person in den Romanen des britisch-amerikanischen Schriftstellers P. G. Wodehouse, deren Protagonisten Bertie Wooster und der Kammerdiener Jeeves sind. Er spielt erstmals eine Rolle in dem komischen Roman Dann eben nicht, Jeeves, der 1933 als Fortsetzungsgeschichte in der US-amerikanischen Zeitschrift Saturday Evening Post und 1934 in den USA und Großbritannien auf den Buchmarkt kam. Seine letzte Erwähnung findet Gussie Fink-Nottle in dem Roman SOS, Jeeves, der 1963 erschien. 

## Charakterisierung
Gussie Fink-Nottle kennt Bertie Wooster seit der Schulzeit, sie haben gemeinsam die Malvern House Preparatory School besucht. Als Erwachsener zieht sich Gussie nach Lincolnshire zurück, wo er seinen Molch-Studien nachgeht. Er verliebt sich dann in die naiv-sentimentale Madeline Bassett, die die Sterne für die Gänseblümchen des lieben Gottes hält und überzeugt ist, dass ein Baby zur Welt kommt, wenn eine Fee niest. Madeline Bassett ist zwar die Tochter von Sir Watkyn Bassett, aber auch die Freundin von Angela Travers, der Tochter von Berties Tante Dahlia. Gussies Werbung um Madeline und die nicht immer störungsfreie Verlobung mit ihr sind Bestandteil der Romane Dann eben nicht, Jeeves und Alter Adel rostet nicht. 
In Dann eben nicht, Jeeves stellt sich Gussie als zu schüchtern heraus, um Madeline direkt seine Liebe zu gestehen. Bertie springt ein und versucht Madeline behutsam auf die Werbung von Gussie vorzubereiten. Madeline allerdings missversteht ihn und wenn sie Bertie wegen ihrer Zuneigung zu Gussie auch zurückweist, ist sie von da an der Überzeugung, dass Bertie sie innig liebt. Sie versichert ihm deshalb, sie werde ihn glücklich machen, sollte ihre Beziehung zu Gussie scheitern. Bertie ist als Gentleman nicht im Stande, sie über das Missverständnis aufzuklären. Die Furcht, Madeline eines Tages vor den Traualtar führen zu müssen, ist Handlungstreiber in allen Romanen, in denen Gussie Fink-Nottle eine Rolle spielt. 
Der Versuch, Gussie zu einer entschiedeneren Werbung um Madeline zu bewegen, führt in Dann eben nicht, Jeeves dazu, dass Bertie Gussies Lieblingsgetränk Orangensaft mit einer größeren Menge Alkohol aufpeppt. Das mündet in einer denkwürdigen Preisverleihung an einer Grundschule, bei der ein alkoholisierter Gussie zur Erheiterung der Schüler den Schuldirektor beschimpft und Preisträger im Bibelwettbewerb des Betruges verdächtigt. Die Szene ist mehrfach als eines der komischen Meisterstücke der englischen Literatur bezeichnet worden und findet sich häufig in entsprechenden Anthologien. John le Carré hat in einem 1996 veröffentlichten Zeitungsartikel festgehalten, dass wegen dieser Szene jede Büchersammlung diesen Roman enthalten müsse und ihn zu seinem Lieblingsroman erklärt. Auch P. G. Wodehouse referenziert später auf diese Szene und lässt Bertie in SOS, Jeeves wehmütig darüber reflektieren, dass Gussie damit allen seinen nachfolgenden Rednern einen Maßstab gesetzt habe, der nie wieder zu übertreffen sei.
Auch in Alter Adel rostet nicht ist es Gussies Schüchternheit, die seine Verlobung mit Madeline gefährdet. Um seine Hemmungen zu überwinden, in Anwesenheit von Madelines respekteinflößendem Vater Sir Watkyn Bassett seine Hochzeitsrede zu halten, hat er alles das, was er an diesem verabscheuungswürdig findet, in deutlichen Worten in einem Notizbuch notiert. Ausgerechnet dieses Notizbuch geht jedoch verloren und es bedarf des Eingreifens von Jeeves, um zu verhindern, dass Sir Watkyn die Heirat untersagt. 
In Jeeves wirkt Wunder ist es Gussies Faszination für Molche, die die Verlobung mit Madeline aufs Spiel setzt. Eine nächtliche Suche nach diesen Tieren im Brunnen von Trafalgar Square führt zu seiner Inhaftierung und zwingt Bertie dazu, bei Madelines Patentante, die auf Deverill Hall residiert, als Gussie aufzutreten. Der nach kurzer Haft freigelassene Gussie tritt vor der Patentante dagegen als Bertie auf. Wesentlicher Teil der Romanhandlung ist es, sowohl Berties Tante Agatha als auch Madeline von einem überraschenden Besuch auf Deverill Hall abzuhalten, da sie dem Verwechslungsspiel ein schnelles Ende setzen würden. 
Die Figur des Roderick Spode tritt bereits in den Roman Alter Adel rostet nicht auf. Spode, mit dem P. G. Wodehouse sich über Oswald Mosley, den Gründer der faschistischen Partei British Union of Fascists (BUF) lustig machte, ist in diesem Roman die Nemesis von Gussie Fink-Nottle. Er ist seit langem in Madeline verliebt, stand jedoch unter dem Eindruck, seiner politischen Karriere wegen seine Liebe zu Madeline entsagen zu müssen. Er sah sich jedoch immer als Madelines Beschützer und in dem 1963 erschienenen Roman SOS, Jeeves ist er es, der verhindert, dass Bertie schließlich doch noch zu Madelines Ehemann wird. Seit Madeline Gussie auf eine fleischlose Diät gesetzt hat, hat diese für Gussie einiges an Charme verloren. Er findet Trost bei einer Fleischpastete, die ihm die junge Emerald Stoker serviert. Emerald Stoker arbeitet zwar in der Küche von Totleigh Towers, ist jedoch niemand anderes als die jüngere Schwester von Lady Chuffnell. Die beiden verlieben sich ineinander und brennen zusammen durch. Als Madeline verkündet, dass sie nun Bertie heiraten werde, greift Spode ein und bittet um ihre Hand.

## Trivia
Der britische Journalist und Herausgeber Max Hastings verglich im März 2008 den damals zur Wahl des Londoner Bürgermeister kandidierenden Boris Johnson, der für sein exzentrisches Verhalten bekannt ist, mit Gussie Fink-Nottle. Wie Gussie Fink-Nottle zeichne sich Boris Johnson durch Charme, Witz und Brillanz, aber auch alarmierende Anzeichen einer gewissen Instabilität aus.

## Romane, in denen Gussie Fink-Nottle eine Rolle spielt
- Right Ho, Jeeves (1934); deutscher Titel: Dann eben nicht, Jeeves
- The Code of the Woosters (1938); deutscher Titel: Alter Adel rostet nicht
- The Mating Season (1949); deutscher Titel der Erstübersetzung Das höchste der Gefühle; 
  - neu aufgelegt: Jeeves wirkt Wunder, neu übersetzt von Thomas Schlachter, Edition Epoca, Zürich
- Stiff Upper Lip, Jeeves (1963); deutscher Titel der Erstübersetzung: Was tun, Jeeves?;
  - neu aufgelegt: SOS, Jeeves!, neu übersetzt von Thomas Schlachter, Edition Epoca, Zürich

## Einzelbelege
1. ↑  P. G. Wodehouse, The Code of the Wooster, S. 15.
2. ↑  P. G. Wodehouse, The Code of the Wooster, S. 16.
3. ↑  Stephen Fry: What ho, My hero P. G. Wodehouse (Memento des Originals vom 19. August 2002 im Internet Archive)  Info: Der Archivlink wurde automatisch eingesetzt und noch nicht geprüft. Bitte prüfe Original- und Archivlink gemäß Anleitung und entferne dann diesen Hinweis., The Independent, 18. Januar 2000, aufgerufen am 24. April 2016
4. ↑  Usborne: Plum Sauce. A P. G. Wodehouse Companion. S. 170.
5. ↑  John le Carré: Personal Best: Right Ho, Jeeves, Salon, 30. September 1996, aufgerufen am 24. April 2016.
6. ↑  Usborne: Plum Sauce. A P. G. Wodehouse Companion. S. 174.
7. ↑  Max Hastings: Boris the buffoon is dead. Stand by for Boris the Mayor. In: The Guardian, 30. März 2008, aufgerufen am 26. April 2016. Im Original lautet das Zitat: Over the next few years, he developed the persona which has become famous today, a façade resembling that of PG Wodehouse's Gussie Finknottle, allied to wit, charm, brilliance and startling flashes of instability.